# Constantin Bosianu
Constantin Bosianu, né le 10 février 1815 à Bucarest et mort dans la même ville le 21 mars 1882, est un juriste, homme d'État roumain.

## Biographie
Constantin Bosianu est choisi par le souverain Carol Ier de Roumanie pour occuper le poste de président du Conseil des ministres des Principautés unies de Moldavie et de Valachie du 26 janvier 1865 au 14 juin 1865. Il occupe également les fonctions de ministre de l'Intérieur en même temps que ministre de l'Agriculture et des Travaux publics.
Le 15 décembre 1878, il devint maire de Bucarest. Du 29 mai 1879 au 17 novembre 1879, il est président du Sénat roumain. Il est le premier doyen de la faculté de droit de l'université de Bucarest. Il était membre de l'Académie roumaine.